# 馬場民子
馬場民子（ばばたみこ、1943年 - ）は、日本の人形作家。
東京生まれ。1975年より人形作家「浜いさを」に師事。2010年、京都工芸ビエンナーレに出品、産経新聞社賞を受賞。千葉県松戸市にてビーアンドビーデザイン工房を主宰。

## 主な経歴
- 1943年 東京生まれ
- 1975年 人形作家・浜いさをに師事
- 1981年 第3回ゼロ回人形展に出品（以後、第4回、5回に出品している）
- 1982年 西武デパートにて個展。
- 1983年 青山桃林堂ギャラリーにて2人展
- 1987年 NHKテレビ「婦人百科」に出演、「うさぎの親子」制作指導（1月6日・13日放映）
- 1992年 銀座イケダヤギャラリーにて教室展
- 1999年 銀座越後屋ギャラリーにて2人展
- 2004年 伊勢丹松戸店特選ギャラリーにて2人展
- 2006年 伊勢丹松戸店特選ギャラリーにて2人展
- 2008年 伊勢丹松戸店特選ギャラリーにて2人展
- 2010年 京都工芸ビエンナーレに出品、「森の子」で産経新聞社賞を受賞